# The Last Time (pjesma Taylor Swift)
"The Last Time" je pjesma američka kantautorice Taylor Swift, s njenog četvrtog studijskog albuma Red (2012). Objavljena je kao sedmi i posljednji singl s albuma. Jedna od dvije suradnje na Redu, pjesma sadrži irskog pjevača Garya Lightbody iz benda Snow Patrol. Umjetnici su zajedno napisali pjesmu s producentom Jacknife Lee. Pjesma je alternativna rock pjesma, s utjecajima folk rock.

## O pjesmi i glazbenom spotu
"The Last Time" je moćna balada koja se prvenstveno oslanja na alternativni rock. Napisana je u D-duru i ima tempo od 94 BPM-a. Pjesma govori o dugogodišnjem odnosu pred raspadom.
Glazbeni spot za pjesmu premijerno je prikazan 15. studenog 2013. na Vevu i YouTubeu. Videozapis traje tri minute i 48 sekundi. Od svibnja 2018. videozapis je prikupio više od 35 milijuna prikaza na usluzi YouTube.
Slično kao i njezin glazbeni spot za naslovnu pjesmu albuma "Red", "The Last Time" glazbeni video sadrži koncertne snimke iz Swift's The Red Tour u Sacramentu, Kalifornija, 27. kolovoza 2013. Ovo je bilo prvi put da su Lightbody i Swift uživo zajedno izveli singl.

## Zasluge
Prilagođeno prema bilješkama sa albuma Red. 

### Produkcija
- Taylor Swift – glavni vokal, tekstopisac
- Gary Lightbody – istaknuti vokal, tekstopisac
- Jacknife Lee – producent, tekstopisac, gitara
- Mark Stent – mikser
- Matty Green – pomoćni mikser
- Chris Owens – pomoćni inženjer snimanja
- Matt Bishop – inženjer, urednik
- Sam Bell – inženjer
- Hank Williams – mastering

### Glazbenici
- Owen Pallett – dirigent
- Bill Rieflin – bubnjevi
- Marcia Dickstein – harfa
- Jamie Muhoberac – klavir
- Jeff Takiguchi – uspravni bas
- Simeon Pillich – uspravni bas
- John Krovoza – violončelo
- Peggy Baldwin – violončelo
- Richard Dodd – violončelo
- Brett Banducci – viola
- Lauren Chipman – viola
- Rodney Wirtz – viola
- Amy Wickman – violina
- Daphne Chen – violina
- Eric Gorfain – violina
- Gina Kronstadt – violina
- Marisa Kuney – violina
- Neli Nikolaeva – violina
- Radu Pieptea – violina
- Wes Precourt – violina

## Ljestvice
| Ljestvice                  | Najviša pozicija |
| -------------------------- | ---------------- |
| Belgija                    | 14               |
| Irska                      | 15               |
| Kanada                     | 73               |
| Sjedinjene Američke Države | 3                |
| Ujedinjeno Kraljevstvo     | 25               |

## "The Last Time (Taylor's Version)"
Nakon spora s tvrtkom Big Machine oko prava na master snimke Swiftovih prvih šest studijskih albuma, Swift je ponovno snimila cijeli album Red i objavila ga kao Red (Taylor's Version) pod izdavačkom kućom Republic Records 11. studenog 2021.; ponovno snimanje "The Last Time" je nazvano "The Last Time (Taylor's Version)". Lightbody i Lee vratili su se na ponovno snimanje kao gostujući pjevač i producent. Ponovno snimanje doseglo je 53. mjesto na Canadian Hot 100 i 66. mjesto na US Billboard Hot 100. Na Billboard Global 200, dosegao je 61. mjesto. U recenziji Red (Taylor's Version) za USA Today, Melissa Ruggieri smatra da je "The Last Time" jedna od najljepših pjesama na albumu, hvaleći njenu "prigušenu ljepotu".

### Zasluge
Prilagođeno prema bilješkama sa albuma Red (Taylor's Version). 
- Taylor Swift – glavni vokal, tekstopisac
- Gary Lightbody – glavni vokal, tekstopisac, gitara
- Jacknife Lee – producent, tekstopisac, snimatelj, programer, bas, klavijature, klavir, gitara
- Matt Bishop – inženjer snimanja
- Christopher Rowe – vokalni inženjer
- John Hanes – inženjer snimanja
- Bryce Bordone – pomoćni mikser
- Serban Ghenea – mikser
- Matt Bishop – urednik
- Davide Rossi – violončelo, viola, violina, aranžer gudača
- Matt Bishop – bubnjevi
- Owen Pallett – aranžer gudača